# لوتوس ایکلات
لوتوس ایکلات (Lotus Eclat) خودرویی است که در سال‌های ۱۹۷۴–۱۹۸۲تولید شده‌است.
این خودرو در کلاس خودرو اسپورت قرار گرفته، طول آن در حالت طبیعی ۴٬۴۵۸ میلیمتر (۱۷۵٫۵ اینچ)، عرض آن در حالت طبیعی ۱٬۸۱۶ میلیمتر (۷۱٫۵ اینچ) و ارتفاع آن در حالت طبیعی ۱٬۱۹۴ میلیمتر (۴۷٫۰ اینچ) و وزن آن در حالت طبیعی ۱٬۰۵۵ کیلوگرم (۲٬۳۲۶ پوند) است. سیستم جعبه‌دندهٔ آن ۵ دنده به دو صورت خودکار و دستی است.

## نگارخانه

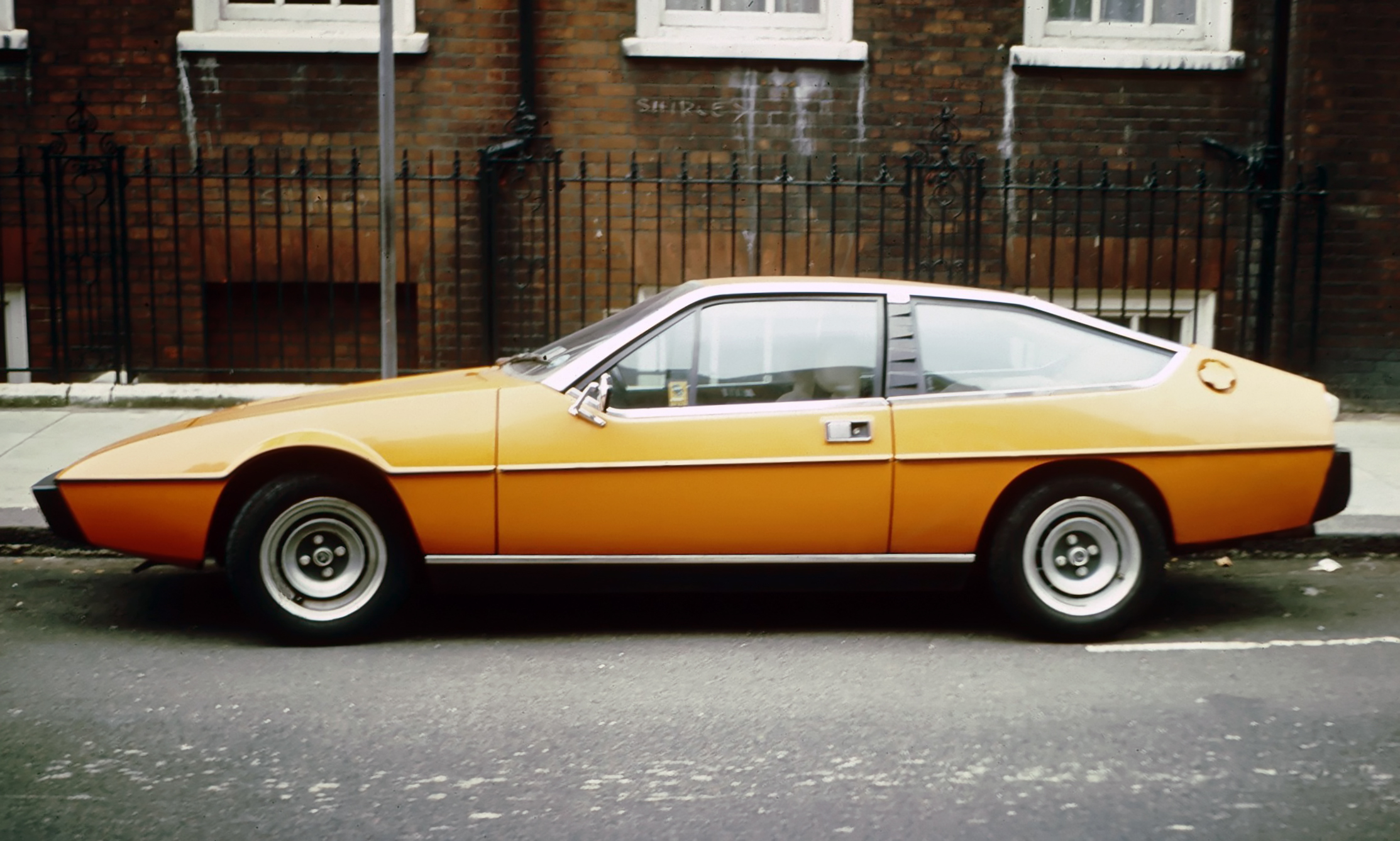
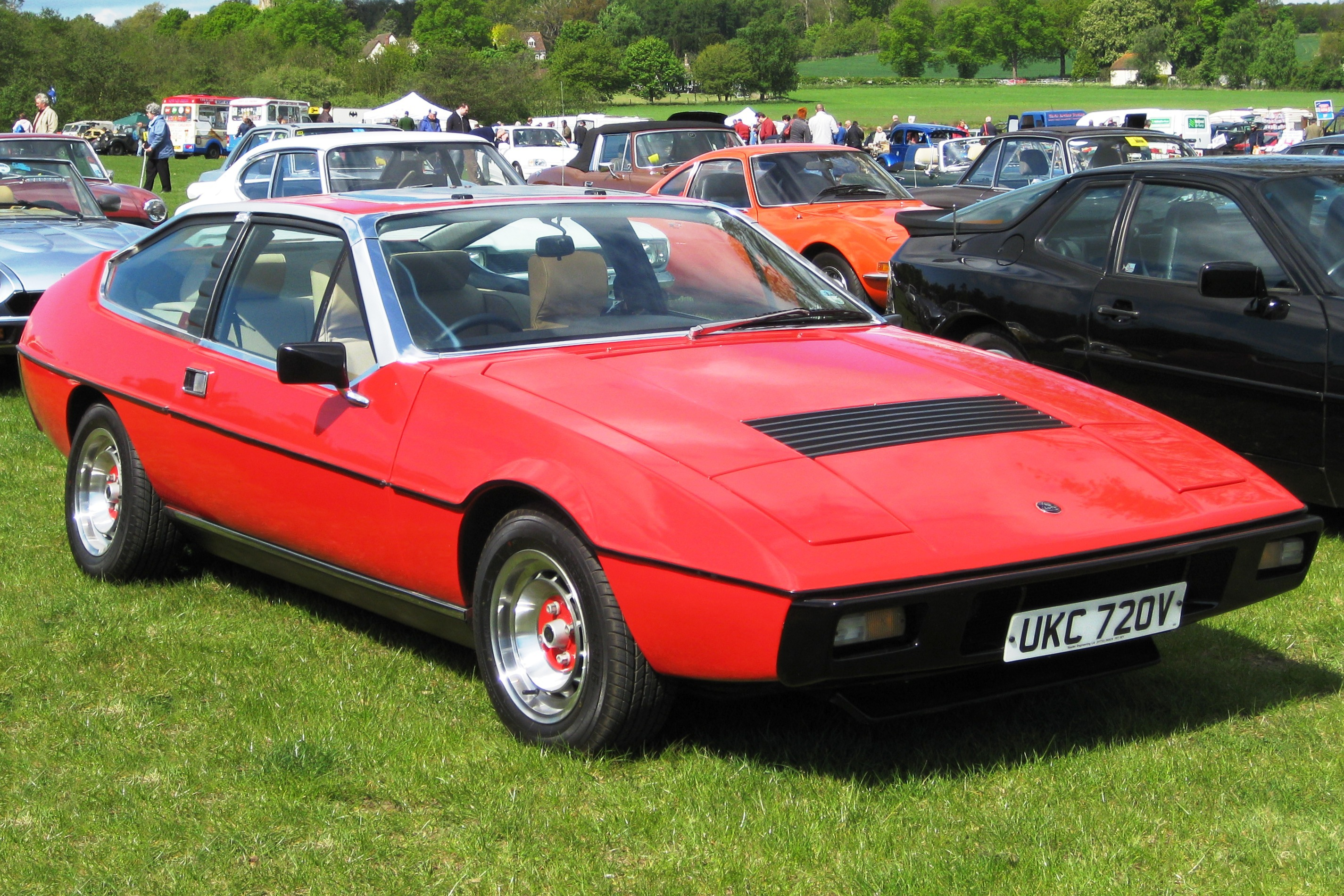